# مارکوس الیس
مارکوس الیس (انگلیسی: Marcus Ellis؛ زادهٔ ۱۴ سپتامبر ۱۹۸۹) بدمینتون‌باز اهل بریتانیا است.